# Dystrykt Zachodni (Samoa Amerykańskie)
Dystrykt Zachodni (Western District) – jednostka administracyjne Samoa Amerykańskiego.
Dystrykt Zachodni położony we zachodniej części wyspy Tutuila. Na jego terenie znajduje się 29 wiosek:
- Aasu
- Afao
- Agugulu
- Amaluia
- Amanave
- Aoloau
- Asili
- Fagaliʻi
- Fagamalo
- Failolo
- Faleniu
- Futiga
- ʻIliʻili
- Leone
- Malaeimi
- Malaeloa/Aitulagi
- Malaeloa/Ituau
- Maloata
- Mapusagafou
- Mesepa
- Nua
- Pavaʻiaʻi
- Poloa
- Seʻetaga
- Tafuna
- Taputimu
- Utumea West
- Vailoatai
- Vaitogi